# Pia Zackrisson
Ruth Inger Margareta (Pia) Zackrisson, född Hammarbäck, även känd som Pia Hammarbäck, född 18 september 1936, död 5 januari 2022 i Farsta församling i Stockholm, var en svensk dansare.
Hon var dotter till källarmästare Harald Hammarbäck och hans hustru Alida i Järvsö. Zackrisson var från 1957 till sin död gift med dansaren och koreografen Thor Zackrisson. Hon är begravd på Sandsborgskyrkogården i Stockholm.

## Filmografi roller
- 1954 – Dans på rosor
- 1958 – Jazzgossen
- 1969 – Åsa-Nisse i agentform